# 石井直一
石井 直一（いしい なおいち、1926年 - 1987年9月4日）は、日本の大蔵官僚。

## 概要
1926年、東京府の農家の次男に出生。1946年11月、旧制中学校卒で大蔵省入省。理由は「ソロバンが好きだったので、数字を扱う仕事につきたい」ためであったという。入省後に明治大学専門部商科（現・明治大学商学部）の夜間学部に入り、1949年に卒業。入省から一貫して本省主計局に勤務する。主計局勤務の頃は本省に泊まりづめで勤務し、折り畳み式の簡易ベッドを持ち込んでいた。夫人とは3日に1度、替えの下着を届けに来た時に顔を合わせる程度で、後輩のノンキャリアからは「大蔵省でいちばん働いた人」と評された。1979年、東北財務局長に就任し、初めて本省を離れる。
1981年6月、印刷局長に抜擢される。一般職員のノンキャリアが出世して課長補佐どまりである中で、史上初めて私大出身者、ノンキャリア組から、本省局長ではなく現業機関である外局の長とはいえ、局長が誕生した。当時の渡辺美智雄大蔵大臣、山口光秀官房長らによる大抜擢人事として話題になった。この背景には、昇進・昇給や福利厚生の面での省内差別にノンキャリアの一般職員から不満の声が高まり、職員組合から官房長に対して超過勤務の改善を要求するなど、突き上げが頻発していたことが挙げられる。石井の栄進はこの突き上げに対する応急処置であるとノンキャリアには見られており、若手の間では「石井さんほどの人でやっと局長なのなら、のんびり仕事をしたほうが楽だ」という思いが大きかったという。当の石井は、取材に対して「嬉しいというより大変」「落ち着かない」と語っていた。
1982年の退官後は、放送大学学園理事や日本カードシステム社長などを務めた。1987年、閉塞性肝不全のため死去。

## 職歴
- 1946年　入省（主計局配属）
- 1956年　主計局総務課
- 1957年　主計局専売・電信電話係長
- 1959年　主計局公共事業第二係長
- 1961年　主計局公共事業第一係長
- 1964年　主計局主計官補佐（文部第一・二係担当）
- 1965年　主計局総務課長補佐
- 1969年　主計局主計官補佐（公共事業第三係主査）
- 1972年　主計局主計監査官
- 1975年　主計局主計官（総務課（予算総括担当））
- 1977年　主計局司計課長
- 1979年　東北財務局長
- 1981年　印刷局長
- 1982年　退官